# Edion Peace Wing Hiroshima
Das Edion Peace Wing Hiroshima (japanisch エディオンピースウイング広島) ist ein Fußballstadion in der japanischen Hafenstadt Hiroshima, Präfektur Hiroshima, auf der Insel Honshū. Der Fußballverein Sanfrecce Hiroshima trägt hier seine Heimspiele aus. Die Anlage mit 28.520 Plätzen wurde Ende 2023 fertiggestellt und wird seit Februar 2024 zu Beginn der J1 League genutzt.

## Geschichte
Die bisherige Heimat von Sanfrecce Hiroshima war das weitläufige Hiroshima Big Arch (Edion Stadium Hiroshima) mit Leichtathletikanlage und 50.000 Plätzen von 1992. Anfang der 2000er gab es Überlegungen für den Bau eines reinen Fußballstadions mit Tribünen bis an das Spielfeld. Im Februar 2003 versprach Bürgermeister Tadatoshi Akiba den Bau einer solchen Spielstätte. Zur Umsetzung des Vorhabens kam es zunächst aber nicht.
Wieder in den Fokus rückte das „Hiroshima Stadium Park Project“, nachdem Sanfrecce 2012, 2013 und 2015 Meister der J1 League wurde. Für den Bau waren verschiedene Standorte in der Auswahl. Am 6. Februar 2019 gab es ein Treffen zwischen Vertretern von Sanfrecce, der Stadt, der Präfektur und der Industrie- und Handelskammer. Es wurde entschieden, dass die Anlage im Central Park gebaut werden solle. Er befindet sich im Stadtzentrum und im Umfeld liegen die Mehrzweckhalle Hiroshima Green Arena und die Burg Hiroshima. Rund 700 m südlich liegt der Friedenspark mit dem Friedensdenkmal in Erinnerung an den Atombombenabwurf auf Hiroshima am 6. August 1945. Auf dem Baugelände begannen 2020 die Vorarbeiten zur Errichtung.
Am 31. März 2021 wurde mit einem Konsortium aus acht Unternehmen unter Führung der Taisei Corporation ein Hauptauftragnehmer ausgewählt. Die Bauarbeiten begannen zehn Monate später am 1. Februar 2022. Geplant war eine Eröffnung zum Saisonbeginn im Frühjahr 2024. Die Kosten sollen sich auf 27,1 Mrd. Yen (rund 173,5 Mio. Euro) belaufen.
Der Bau mit dem Spielfeld in Nord-Süd-Richtung bietet auf den Längsseiten doppelstöckige Ränge. Hinter dem Tor im Süden befindet sich ein hoher, einstöckiger Rang. Die Nordtribüne mit einem Rang ist flacher ausgelegt. Auf dem Südrang finden die glühendsten Fans von Sanfrecce Hiroshima ihre Plätze. Das parabolische Dach des Stadions wölbt sich hoch über die Südtribüne und zur gegenüberliegenden Nordtribüne abfällt. Von außen auf einer Seite der Längstribünen betrachtet, ähnelt es dem Profil einer Tragfläche. Mit Einbuchtungen in den Ecken auf der Südseite und einer ausgeprägten Vertiefung im Nordteil symbolisiert es den „Flügel der Hoffnungen“. Die Stadionecken sind, u. a. zur Belüftung des Stadions wie des Rasens, offen. Die Kunststoffsitze, größtenteils in der Vereinsfarbe Violett, sind mosaikartig auf den Rängen angeordnet. Unter dem Dach sind die Flutlichter und die Videobildschirme (Nord- und Südrang) montiert. Die Spielstätte verfügt über V.I.P.-Logen, Business-Sitze, Catering-Einrichtungen sowie Restaurants und Geschäfte, um Besucher auch außerhalb der Spieltage anzulocken. Der östlich an das Stadion angrenzende Bereich soll mit Grünflächen, Bäumen und Brunnen ausgestattet werden. Er behält seine Erholungsfunktion und ist für alle Bewohner zugänglich. Zum Projekt gehören des Weiteren der Bau von Fußgängerbrücken über die angrenzenden Straßen sowie das Anlegen eines kleinen Yachthafens am nahegelegenen Flussarm des Ōta.
Am 12. Juni 2023 wurde ein Sponsoringvertrag mit der Edion Corporation, Trikotsponsor und Namensgeber der Hiroshima Big Arch, über den zukünftigen Namen der neuen Heimat von Sanfrecce Hiroshima unterzeichnet. Die Vereinbarung hat eine Laufzeit über zehn Jahre vom 1. Februar 2024 bis zum 31. Januar 2034. Das Stadion wird den Namen „Edion Peace Wing Hiroshima“ tragen. Am 27. Juli des Jahres besuchten Spieler und Mitarbeiter der Männer- und Frauenmannschaft von Sanfrecce Hiroshima die Baustelle des neuen Fußballstadions.
Die Eröffnung fand am 1. Februar 2024 in einer kleinen Zeremonie statt. Die ersten Veranstaltungen waren für den 10. und 11. Februar geplant. Im Rahmen dessen war am 10. Februar die Partie der Saisonvorbereitung zwischen Sanfrecce Hiroshima und Gamba Osaka im Edion Peace Wing Hiroshima angesetzt. Sanfrecce unterlag den Gästen mit 1:2. Die erste Heimpartie der J1 League 2024 fand am 23. Februar gegen die Urawa Red Diamonds (2:0) statt.